# شاومي مي سي سي 9 برو
شاومي مي سي سي 9 برو (بالإنجليزية: Xiaomi Mi CC9 Pro)‏ (مي نوت 10 ومي نوت 10 برو (بالإنجليزية: Mi Note 10 and Mi Note 10 Pro)‏ عالمياً) هو هاتف ذكي يعمل بنظام أندرويد تم تطويره بواسطة شاومي. ويُعتبر أول هاتف في العالم يأتي بمستشعر كاميرا أساسية بدقة 108 ميجا بكسل.